# Лессепсианская миграция

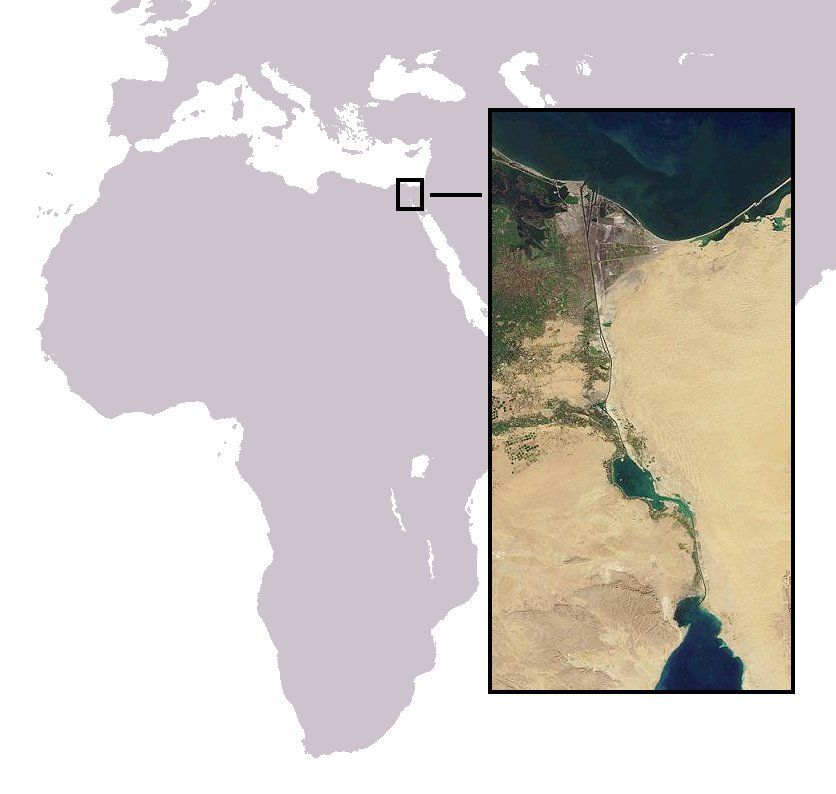
Суэцкий канал, через который теплолюбивые виды проникают в восточную часть Средиземного моря

«Лессепсианская» миграция — миграция тропических морских организмов из Индо-Тихоокеанской области в восточную часть Средиземного моря через Суэцкий канал, который соединяет Средиземное и Красное моря. Названа по фамилии Фердинанда де Лессепса, который руководил строительством Суэцкого канала.
Биологические инвазии представляют значительную угрозу. В среднем каждые 9—14 дней в Средиземном море происходит обнаружение одного нового биологического вида-вселенца. Неуклонное повышение температуры морской воды в Средиземном море из-за глобального потепления создаёт благоприятные условия для развития лессепсианских мигрантов, что вызывает изменения в сообществах живых организмов. К 2012 году в Средиземном море было обнаружено 986 инвазионных видов, среди которых доминируют моллюски (215 видов), ракообразные (159) и полихеты (132), и большинство из них — теплолюбивые лессепсианские мигранты. Недавнее расширение Суэцкого канала в сочетании с глобальным потеплением вызывает опасения, что эта проблема будет усугубляться. Лессепсианские мигранты проникли также в Чёрное и Азовское моря.
К лессепсианским вселенцам относятся двустворчатый моллюск Anadara kagoshimensis, впервые обнаруженный у берегов Кавказа в 1968 году, и азиатская мидия (Arcuatula senhousia), впервые обнаруженная в 1964 году у берегов Израиля и Египта, индийская крылатка (Pterois miles), Trypauchen vagina, а также полосатый угрехвост (Plotosus lineatus) и зелёная водоросль Codium parvulum — два из восьми наиболее потенциально угрожающих инвазивных видов на территории Европейского союза.